# Acide laurique
L'acide laurique ou acide dodécanoïque (nom systématique) est un acide gras saturé à chaîne moyenne (AGCM, C12:0) de formule semi-développée CH3–(CH2)10–COOH. On le trouve notamment dans l'huile de coco et dans l'huile de palmiste, deux huiles alimentaires particulièrement riches en acide laurique et en acide myristique, les deux acides gras saturés les plus hypercholestérolémiants connus[réf. nécessaire].

## Description
L'acide laurique est le principal acide gras de l'huile de coprah (huile du cocotier), dont il constitue environ 50 % des acides gras. On le trouve également en faible quantité dans le lait de vache ainsi que dans le lait maternel humain. Ses propriétés antimicrobiennes seraient très importantes pour les nourrissons puisque leur système immunitaire n'est pas complètement développé.
Bien que légèrement irritant pour les muqueuses, il est très faiblement toxique et est par conséquent utilisé dans de nombreux savons et shampooings. Le lauryl sulfate de sodium est le dérivé de l'acide laurique le plus fréquemment utilisé pour cet usage. Du fait que la molécule d'acide laurique a une chaîne hydrocarbonée apolaire et une extrémité carboxylique polaire, il a des affinités avec les solvants polaires (dont le plus important est l'eau) aussi bien qu'avec les graisses, ce qui permet à l'eau de dissoudre les graisses. Ceci explique l'aptitude des shampooings à dégraisser les cheveux.
Comme l'acide laurique est peu coûteux, se conserve bien, est non toxique et sans danger à manipuler, il est souvent utilisé en laboratoire pour mesurer les températures de fusion. L'acide laurique est solide à température ambiante mais fond aisément dans l'eau bouillante ; il peut donc être combiné sous forme liquide avec des solutés variés et utilisé pour déterminer leur masse moléculaire.
L'huile issue de la larve de mouche-soldat noire Hermetia illucens est riche en acide laurique et peut être utilisée pour la nutrition animale.
La réduction de l'acide laurique donne le dodécan-1-ol.
Selon une méta-analyse dose-réponse d'études de cohorte, le risque de diabète de type 2 a été inférieur de 11 points de pourcentage dans la catégorie de personnes qui avaient consommé le plus d'acide laurique avec leur alimentation, en comparaison avec celle des personnes ayant consommé le moins d'acide laurique.

## Propriétés

### Stabilité
Stable. Combustible. Incompatible avec les bases et les agents réducteurs ou oxydants. Bien que l'acide laurique puisse brûler, il tend à fondre et à se vaporiser à moins d'être en contact avec un agent oxydant ou avoir été chauffé extrêmement rapidement.

### Toxicologie
Irritant oculaire, épidermique et respiratoire.